# Họ Ngài sủi

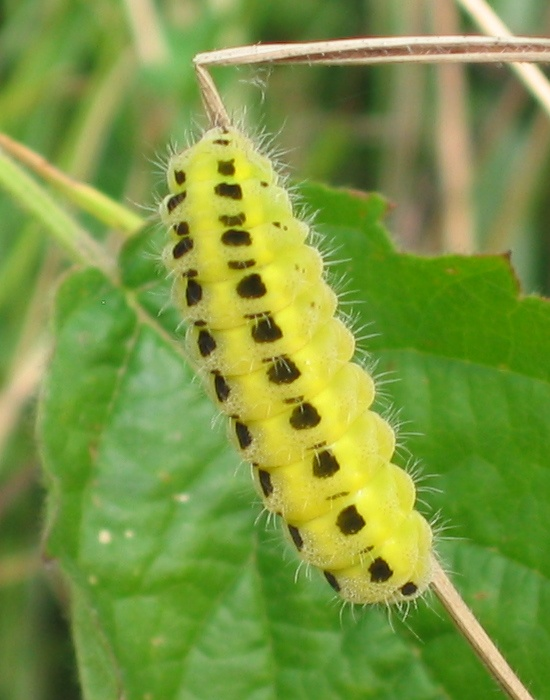
Larva showing warning colours, flattening

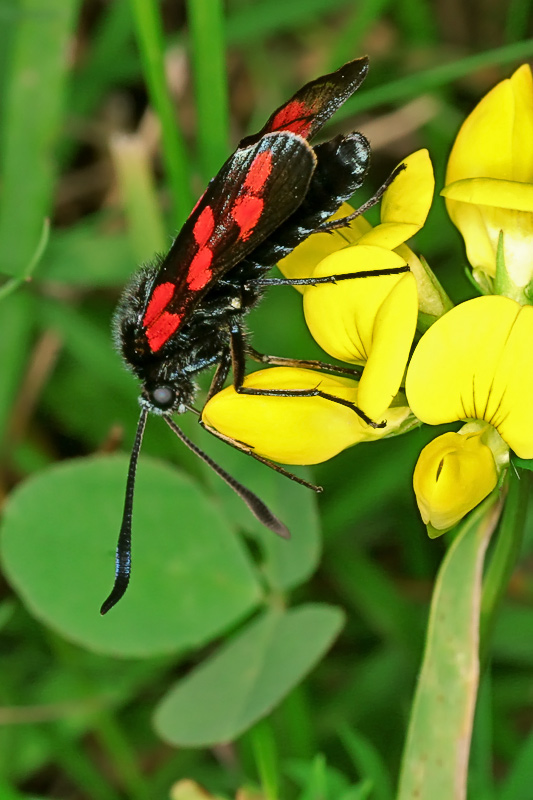
Zygaena carniolica

Zygaenidae là một họ bướm đêm thuộc bộ Lepidoptera. Hầu hết các loài trong họ này sống ở vùng nhiệt đới, nhưng chúng vẫn có mặt khá nhiều ở các vùng ôn hòa. Họ này gồm khoảng 1000 loài, nhiều loài phổ biến như bướm Burnet hay Forester, thường đặc trưng bởi số lượng các đốm, mặc dù các họ khác cũng có 'foresters'. Chúng đôi khi cũng được gọi là bướm màu khói.
Tất cả 43 loài sống ở Úc phổ biến là foresters và thuộc tông Artonini của phân họ Procridinae. Loài không phải đặc hữu duy nhất ở Úc là Palmartona catoxantha, đây là loài gây hại ở Đông Nam Á gần đây được phát hiện ở Úc.

## Phân loại
Các chi incertae sedis:
- Acoloithus
- Harrisina
- Pyromorpha
- Reissita
- Seryda
- Tetraclonia
- Triprocris

Các loài gây hại:

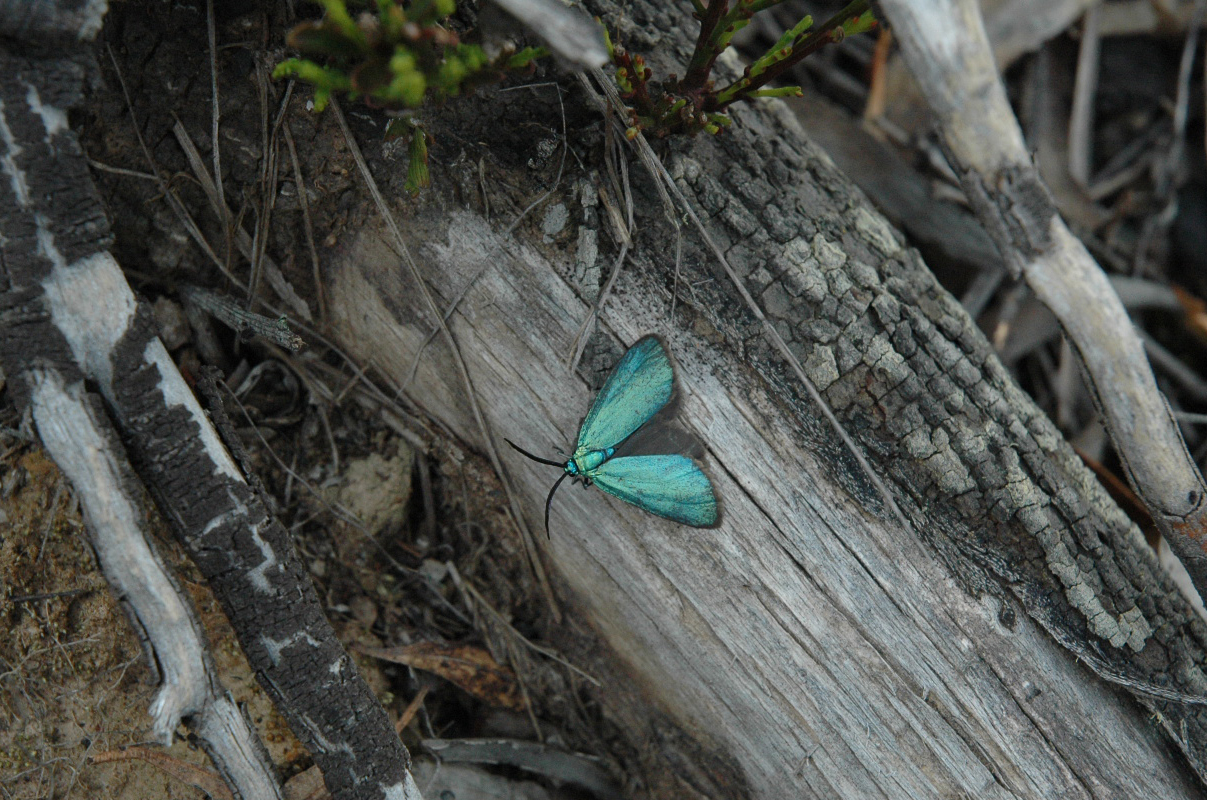
Satin-green Forester, Pollanisus viridipulverulentus, được tìm thấy ở hầu hết Australia (bao gồm temperate Tasmania).

- Almond-tree leaf skeletonizer moth (Aglaope infausta)
- Vine bud moth (Theresimima ampellophaga)
- Grapeleaf Skeletonizer (Harrisina americana)

10 loài được tìm thấy ở Anh:
- Scarce Forester (Adscita globulariae)
- Cistus Forester (Adscita geryon)
- Forester (Adscita statices)
- Scotch Burnet (Zygaena exulans)
- Slender Scotch Burnet (Zygaena loti)
- New Forest Burnet (Zygaena viciae)
- Six-spot Burnet (Zygaena filipendulae)
- Five-spot Burnet (Zygaena trifolii)
- Narrow-bordered Five-spot Burnet (Zygaena lonicerae)
- Transparent Burnet (Zygaena purpuralis)

Các loài ở Châu Phi:
- Fire Grid Burnet (Arniocera erythopyga)